# Sky Global
Sky Global was een Canadese aanbieder van versleutelde smartphones en de versleutelde berichtenapp Sky ECC. Het bedrijf installeerde versleutelingssoftware op iPhones, Google Pixels, BlackBerry's en Nokia's. Een belangrijk deel van de gebruikers bevond zich in het criminele circuit. De activiteiten werden gestaakt nadat politieacties in verschillende landen leidden tot inbeslagname van servers en de arrestatie van verschillende sleutelpersonen onder wie de CEO, Jean-François Eap. Het bedrijf had op dat moment wereldwijd 70.000 gebruikers.
In een wereldwijd gecoördineerde samenwerking van politiediensten, genaamd Operatie Argus, werd de encryptiecode van de Sky ECC-telefoons gekraakt. Sinds februari 2021 konden de politie in België en Nederland de versleutelde berichten live meelezen. Die informatie hielp in onderzoeken naar drugs- en mensenhandel, computercriminaliteit, georganiseerde economische en financiële criminaliteit en terrorisme. De maanden en jaren daarop volgden vele arrestaties en veroordelingen dankzij de gekraakte Sky ECC-berichten.
In maart 2021 werden de CEO en werknemers van Sky Global in de Verenigde Staten aangeklaagd op grond van het opzettelijk faciliteren van criminele organisaties. Diezelfde maand ging het Sky ECC-netwerk offline.